# Ambystoma bombypellum
Ambystoma bombypellum е вид земноводно от семейство Ambystomatidae. Видът е критично застрашен от изчезване.

## Разпространение
Разпространен е в Мексико.

## Описание
Популацията на вида е намаляваща.